# Saadiah Mufarreh
 (février 2017).
Saadiah Mufarreh, née au Koweït, est une poétesse, critique littéraire et journaliste koweïtienne.

## Profil professionnel
Saadiah Mufarreh est éditorialiste et chroniqueuse pour les périodiques koweïtiens suivants :
- le quotidien Al-Qabas (en) ;
- la revue Al-Arabi ;
- le magazine Al-Koweït (ar) ;
- le quotidien saoudien Al Riyadh (en) ;
- le journal Al-Araby_Al-Jadeed (en) publié à Londres.

## Œuvres
- Akher al halimin kan (« Il était le dernier des rêveurs »), Koweït, 1990, 1re édition ; Le Caire, 1992, 2e édition
- Taghib fa Osrijou Khaila dhounini (« Tu t’absentes et je monte le cheval de mes doutes »), Beyrouth, 1994
- Kitab al atham (« Le livre des péchés »), Le Caire, 1997
- Mujarrad maraya moustalqia (« Juste un miroir couché »), Damas, 1999
- An nakhl wa'l bouyout (« Palmiers et maisons »), Poésie pour enfants, Koweït, 1999
- Tawadhaat ahlami kathiran (« Mes rêves devenus si modestes »), Amman/Beyrouth, 2006
- Hadaat al ghaymi wa'l wihcha, Shiryat Kowaytiya (« Le milan des nuages et de la mélancolie, Poétiques Koweïtiennes »), Algérie, 2007
- Layloun machghouloun bil fitna (« Nuit occupée par la sédition »), Beyrouth, 2008
- Qabrun bi nafidha wahida (« Tombeau avec une seule fenêtre »), Poèmes choisis, Le Caire 2008
- Diwan ashir al arabi fi arrobo al akhir min al qarn al ishrin (« Anthologie de la poésie arabe du dernier quart du XXe siècle »), l'UNESCO 2008
- Michyat al iwazza (« la marche de l'oie »), Beyrouth, 2010
- Chahwat as sard: hawamich ala haffet at taawil (« Désir de narration : notes sur le bord de l'interprétation »), Beyrouth, 2010
- Yaqoul itbaiini ya gazala (« Suis-moi Ô gazelle, dit-il »), Poèmes choisis, Alger, 2010
- Wajaa adhakira (« Supplice de la mémoire »), à travers 15 poètes de Palestine et de Koweït, 2010
- Sin, nahwa sira thatiya naqissa (« X, pour une autobiographie incomplète »), autobiographie, Beyrouth 2011
- Kam nahnou wahidatan ya Suzane (« Suzanne, ô combien sommes-nous si seules, nous deux ! ») Beyrouth, 2012
- Wa yas'har al khalq'' (« Et les gens veillent »), Anthologie biographique de poètes arabes, Partie I, Koweït 2013.

## Distinction
- Saadiah Mufarreh est choisie par le journal britannique The Guardian comme représentante du Koweït sur la carte mondiale de la poésie.
- Le  World Poetry Movement (Mouvement mondial de la poésie) désigne Saadiah Mufarreh ambassadrice de la poésie koweïtienne.
- Saadiah Mufarreh est choisie comme représentante de la poésie koweïtienne par de nombreuses anthologies aux États-Unis, en Grande-Bretagne, en Allemagne, en France, en Pologne, en Italie.
- Plusieurs poèmes de Saadiah Mufarreh sont traduits en anglais, en français[1], en allemand, en espagnol, en suédois, en tadjik et en persan.
- La poésie de Saadiah Mufarreh est enseignée dans un certain nombre d'universités arabes y compris celles de son pays.
- Certains de ses poèmes sont insérés dans les cursus littéraires de facultés des lettres dans des pays arabes, y compris celles dans son pays.
- Certaines de ses œuvres sont choisies comme thèmes de maîtrise et de doctorat en littérature arabe moderne.

## Participations
- Participations à plusieurs séminaires sur la critique littéraire.
- Publication de nombreux essais littéraires et de recherches dans des revues spécialisées.
- Production de plusieurs émissions radiophonique culturelles.
- Création du projet « Comment écrire un article » dans des réseaux sociaux.

## Témoignage
Sur le parcours littéraire de Saadiah Mufarreh des études sont faites en arabe et en anglais, dont notamment le livre :
Le suicide des pieux dans l'aliénation de Saadiah Mufarreh, écrit par l'essayiste omanaise Saïda bent Khater al Farisi.